# Danh sách phim của Tim Roth

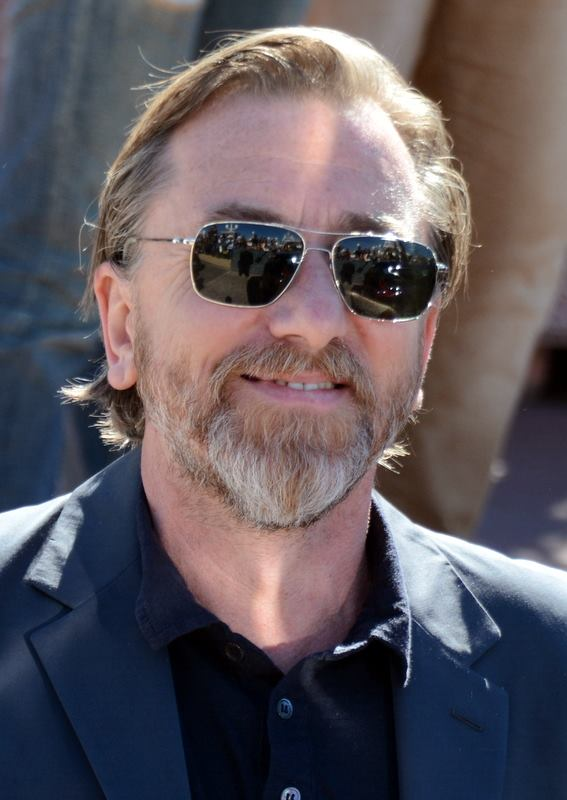
Tim Roth tại Liên hoan phim Cannes 2015

Tim Roth là nam diễn viên người Anh. Ông từng được đề cử Giải Oscar cho nam diễn viên phụ xuất sắc nhất cho vai diễn trong phim điện ảnh Rob Roy. Dưới đây là các sản phẩm giải trí mà Tim Roth tham gia cùng với đề cử và giải thưởng.

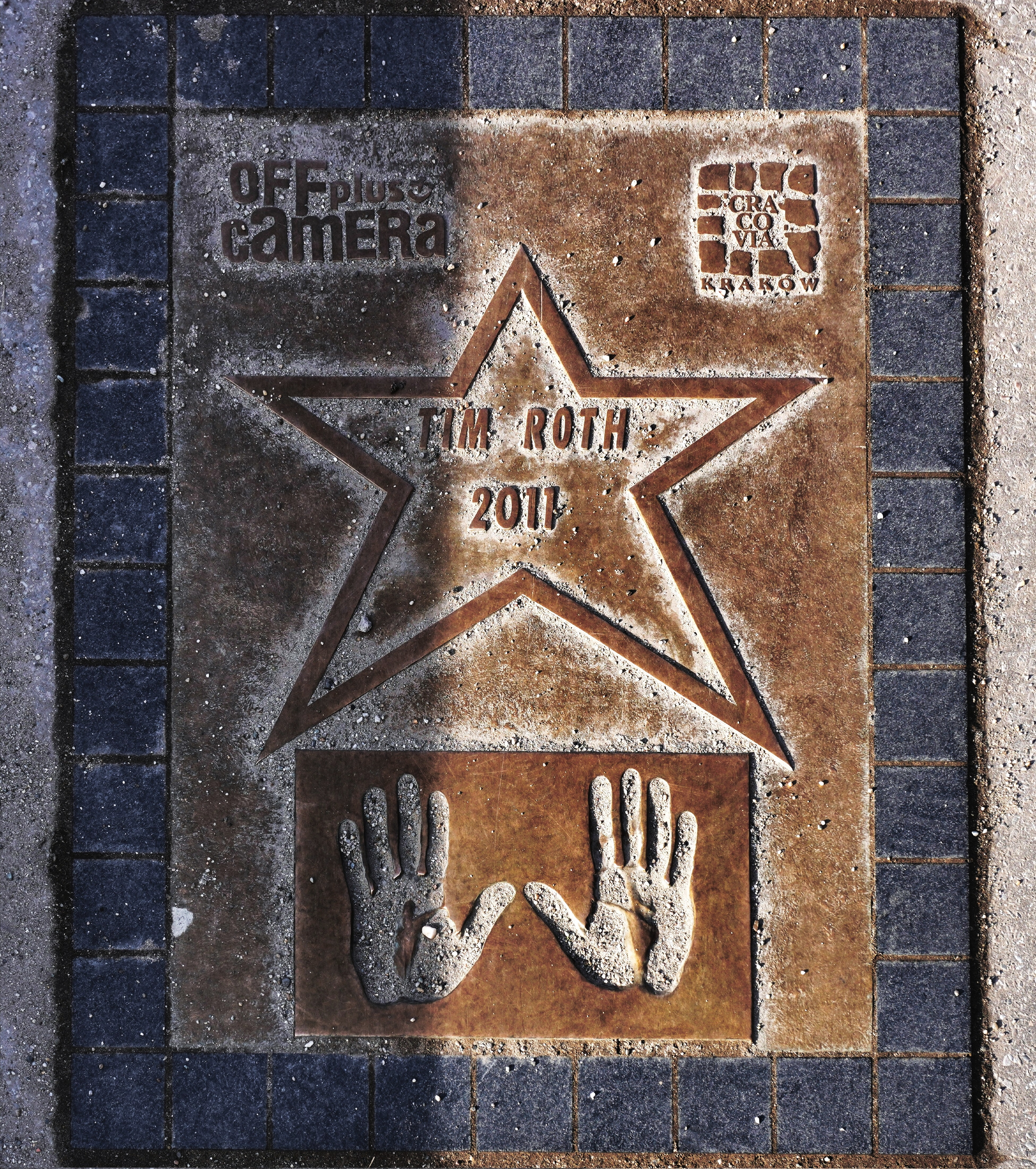
Dấu tay của Tim Roth ở Đại lộ danh vọng Kraków

## Điện ảnh
| Year    | Title                                     | Role                                       | Notes |
| ------- | ----------------------------------------- | ------------------------------------------ | --- |
| 1984    | The Hit                                   | Myron                                      | Đề cử – giải BAFTA cho Diễn viên chính mới triển vọng |
| 1985    | Return to Waterloo                        | Boy Punk                                   | |
| 1988    | A World Apart                             | Harold                                     | |
| 1988    | To Kill a Priest                          | Feliks                                     | |
| 1989    | The Cook, the Thief, His Wife & Her Lover | Mitchel                                    | |
| 1990    | Vincent & Theo                            | Vincent van Gogh                           | |
| 1990    | Farendj                                   | Anton                                      | |
| 1990    | Rosencrantz & Guildenstern Are Dead       | Guildenstern                               | |
| 1992    | Backsliding                               | Tom Whitton                                | |
| 1992    | Reservoir Dogs                            | Thanh tra Freddy Newandyke / Mr. Orange    | |
| 1992    | Jumpin' at the Boneyard                   | Manny                                      | |
| 1993    | Heart of Darkness                         | Marlow                                     | |
| 1993    | Bodies, Rest & Motion                     | Nick                                       | |
| 1993    | El Marido perfecto                        | Milan                                      | |
| 1994    | Captives                                  | Philip Chaney                              | |
| 1994    | Little Odessa                             | Joshua Shapira                             | Đề cử – Giải Tinh thần độc lập cho nam diễn viên chính xuất sắc |
| 1994    | Pulp Fiction                              | Ringo / Pumpkin                            | |
| 1995    | Rob Roy                                   | Archibald Cunningham                       | Thắng giải: – Giải BAFTA cho nam diễn viên phụ xuất sắc – Hội phê bình phim thành phố Kansas cho Vai phụ xuất sắc Đề cử: – Giải Oscar cho nam diễn viên phụ xuất sắc – Giải Quả cầu vàng cho nam diễn viên điện ảnh phụ xuất sắc – Giải Sao Thổ cho nam diễn viên phụ xuất sắc |
| 1995    | Four Rooms                                | Ted                                        | |
| 1996    | No Way Home                               | Joey                                       | |
| 1996    | Everyone Says I Love You                  | Charles Ferry                              | |
| 1997    | Gridlock'd                                | Alexander 'Stretch' Rawland                | |
| 1997    | Hoodlum                                   | Dutch Schultz                              | |
| 1997    | Deceiver                                  | James Walter Wayland                       | |
| 1998    | Animals                                   | Henry                                      | |
| 1998    | The Legend of 1900                        | Danny Boodman TD Lemon 1900                | |
| 1999    | Rob Roy                                   | Archibald Cunningham                       | Đạo diễn Thắng: – Giải C.I.C.A.E. – Liên hoan phim quốc tế Valladolid - giải Ngọn giáo Bạc – Giải thưởng Điện ảnh châu Âu cho Khám phá mới của năm – Liên hoan phim quốc tế Edinburgh cho Phim truyên Anh xuất sắc – Tróia Award – First Works Section – Jury Award cho Đạo diễn và Phim đầu tay xuất sắc Đề cử: – Bodil Award cho Phim nước ngoài xuất sắc – Giải Tinh Thần Độc Lập cho Phim nước ngoài hay nhất |
| 2000    | The Million Dollar Hotel                  | Izzy Goldkiss                              | Không có danh đề |
| 2000    | Vatel                                     | Marquis de Lauzun                          | |
| 2000    | Lucky Numbers                             | 'Gig'                                      | |
| 2001    | Planet of the Apes                        | General Thade                              | Đề cử: – Giải thưởng Empire cho Diễn diên Anh xuất sắc – Giải thưởng Điện ảnh MTV cho Vai phản diện xuất sắc – Giải Sao Thổ cho nam diễn viên phụ xuất sắc |
| 2001    | Invincible                                | Hersche Steinschneider / Erik Jan Hanussen | |
| 2001    | The Musketeer                             | Febre                                      | |
| 2002    | Emmett's Mark                             | John Harrett / Frank Dwyer                 | Đề cử DVD Exclusive Award cho Nam diễn viên phụ xuất sắc trong phim mới trên DVD |
| 2003    | To Kill a King                            | Oliver Cromwell                            | |
| 2004    | Battle of the Brave                       | William Pitt                               | |
| 2004    | The Beautiful Country                     | Captain Oh                                 | |
| 2004    | Silver City                               | Mitch Paine                                | |
| 2005    | Don't Come Knocking                       | Sutter                                     | |
| 2005    | Dark Water                                | Jeff Platzer                               | |
| 2007    | Even Money                                | Victor                                     | |
| 2007    | Youth Without Youth                       | Dominic                                    | |
| 2007    | Virgin Territory                          | Gerbino                                    | |
| 2008    | Funny Games                               | George                                     | |
| 2008    | The Incredible Hulk                       | Emil Blonsky / Abomination                 | |
| 2009    | King Conqueror                            | King Pedro II xứ Aragon                    | |
| 2010    | Pete Smalls Is Dead                       | Pete Smalls                                | |
| 2012    | Arbitrage                                 | Detective Michael Bryer                    | |
| 2012    | Broken                                    | Archie                                     | Liên hoan phim quốc tế Stockholm cho Nam diễn viên xuất sắc |
| 2012    | Möbius                                    | Rostovski                                  | |
| 2013    | The Liability                             | Roy                                        | |
| 2014    | Grace of Monaco                           | Prince Rainier III of Monaco               | |
| 2014    | United Passions                           | Sepp Blatter                               | |
| 2014    | Selma                                     | George Wallace                             | |
| 2014    | October Gale                              | Tom                                        | |
| 2015    | 600 Miles                                 | Hank Harris                                | Giám đốc sản xuất Đề cử: Ariel Award cho Nam diễn viên xuất sắc |
| 2015    | Chronic                                   | David                                      | Giám đốc sản xuất Đề cử: Giải Tinh thần độc lập cho nam diễn viên chính xuất sắc |
| 2015    | Hardcore Henry                            | Henry's Father                             | |
| 2015    | Mr. Right                                 | Hopper                                     | |
| 2015    | The Hateful Eight                         | 'English' Pete Hicox / Oswaldo Mobray      | |
| 2017    | 1 Mile to You                             | Huấn luyện viên Jared                      | |
| 2018    | The Con Is On                             | Peter Fox                                  | |
| 2018    | The Padre                                 | The Padre                                  | |
| 2019    | Luce                                      | Peter Edgar                                | |
| 2019    | Chuyện ngày xưa ở... Hollywood            | Raymond                                    | Vai bồi bản của Jay Sebring. Cảnh bị cắt những vẫn có danh đề |
| 2019    | The Song of Names                         | Martin Simmonds                            | |
| 2019    | QT8: The First Eight                      | chính mình                                 | Phim tài liệu |
| 2021    | Bergman Island                            | Tony                                       | [ 3 ] |
| 2021    | The Misfits                               | Schultz                                    | |
| 2021    | Shang-Chi và huyền thoại Thập Luân        | Emil Blonsky / Abomination (giọng nói)     | Khách mời không có trong danh đề |
| 2021    | Sundown                                   | Neil                                       | |
| 2022    | Resurrection                              | David                                      | |
| 2022    | There Are No Saints                       | Carl Abrahams                              | [ 5 ] |
| 2022    | Punch                                     | Stan                                       | [ 6 ] |
| Chưa rõ | Chưa rõ                                   | Chưa rõ                                    | Đang hậu kỳ |
| Chưa rõ | Chưa rõ                                   | Kevin Angler                               | Đang hậu kỳ |
| Chưa rõ | Chưa rõ                                   | Sugarman                                   | Đang sản xuất |
| Chưa rõ | Chưa rõ                                   | Nhà truyền giáo Ross                       | Đang sản xuất |

## Truyền hình
| Năm       | Tựa đề                    | Vai diễn                   | Chú thích (dạng phim, số tập tham gia và giải thưởng)                    |
| --------- | ------------------------- | -------------------------- | ------------------------------------------------------------------------ |
| 1982      | Made in Britain           | Trevor                     | Điện ảnh truyền hình                                                     |
| 1983      | Meantime                  | Colin Pollock              | Điện ảnh truyền hình                                                     |
| 1983      | Not Necessarily the News  | Người đồng tính            | Tập: "Road Trip"                                                         |
| 1985      | Murder with Mirrors       | Edgar Lawson               | Điện ảnh truyền hình                                                     |
| 1986      | King of the Ghetto        | Matthew Long               | 4 tập                                                                    |
| 1991      | Tales from the Crypt      | Jack Craig                 | Tập: "Easel Kill Ya"                                                     |
| 1993      | Murder in the Heartland   | Charles Starkweather       | 2 tập                                                                    |
| 1993      | Heart of Darkness         | Marlow                     | Điện ảnh truyền hình                                                     |
| 2006      | Tsunami: The Aftermath    | Nick Fraser                | Điện ảnh truyền hình                                                     |
| 2009      | Skellig                   | Skellig                    | Điện ảnh truyền hình                                                     |
| 2009–2011 | Dối trá                   | Tiến sĩ Cal Lightman       | 48 tập People's Choice Award cho Phim chống tội phạm được yêu thích nhất |
| 2010      | Sea Wolf                  | Death Larsen               | 2 tập                                                                    |
| 2014      | Klondike                  | Thẩm phán                  | 6 tập                                                                    |
| 2014      | Robot Chicken             | Bác sĩ (giọng nói)         | Tập: "Walking Dead Lobster"                                              |
| 2016      | Reg                       | Reg Keys                   | Điện ảnh truyền hình                                                     |
| 2016      | Rillington Place          | John Christie              | 3 tập                                                                    |
| 2017      | Twin Peaks                | Gary 'Hutch' Hutchens      | 5 tập                                                                    |
| 2017–2020 | Tin Star                  | Jim Worth                  | 25 tập                                                                   |
| 2022      | She-Hulk: Attorney at Law | Emil Blonsky / Abomination | 4 tập                                                                    |
| 2023      | Last King of the Cross    | Ezra Shipman               |                                                                          |

## Video games
| Năm  | Game                | Vai diễn                               |
| ---- | ------------------- | -------------------------------------- |
| 2008 | The Incredible Hulk | Emil Blonsky / Abomination (giọng nói) |